# Bothriochloa ewartiana
Bothriochloa ewartiana là một loài thực vật có hoa trong họ Hòa thảo. Loài này được (Domin) C.E.Hubb. mô tả khoa học đầu tiên năm 1934.

## Hình ảnh

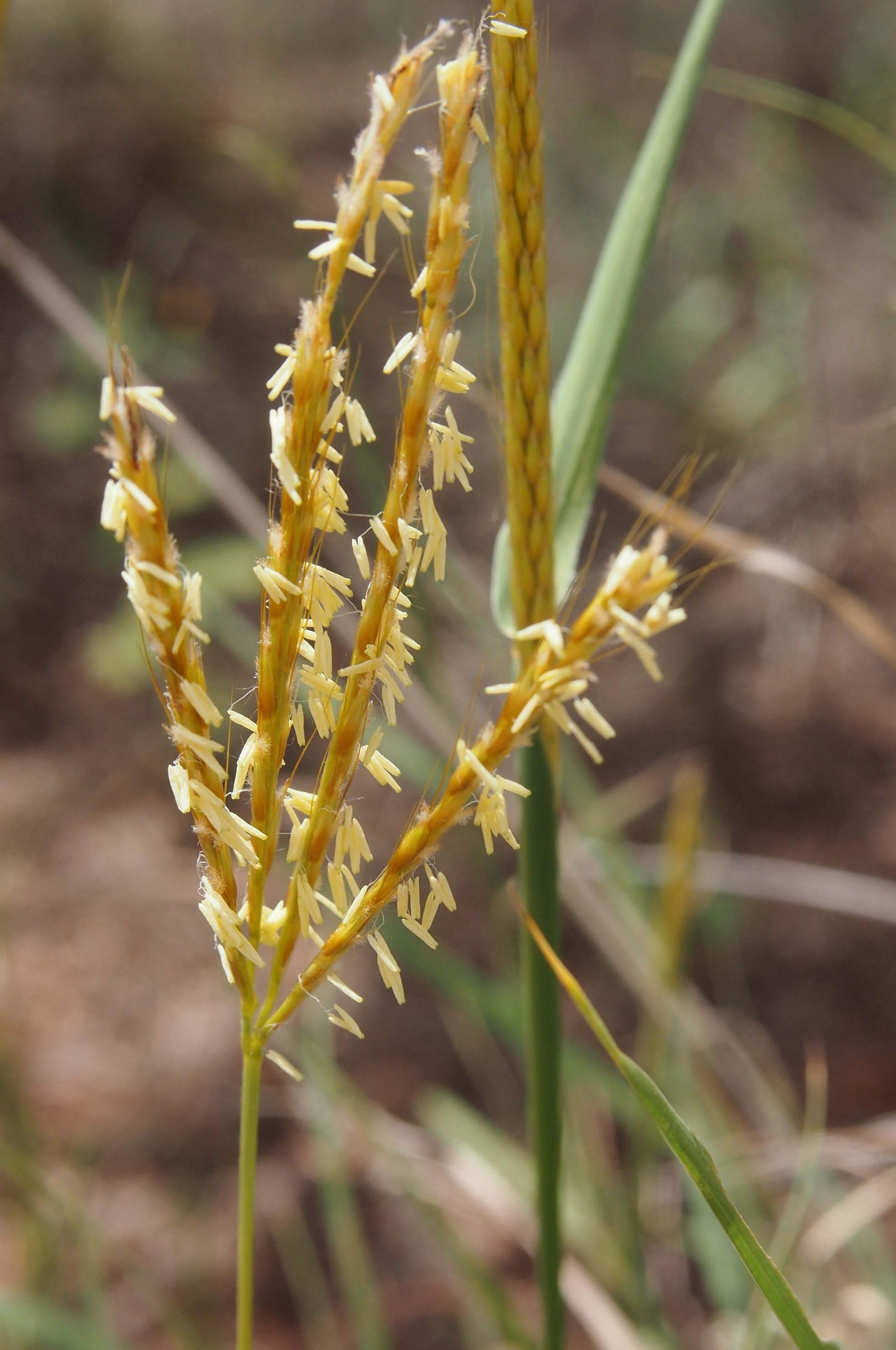
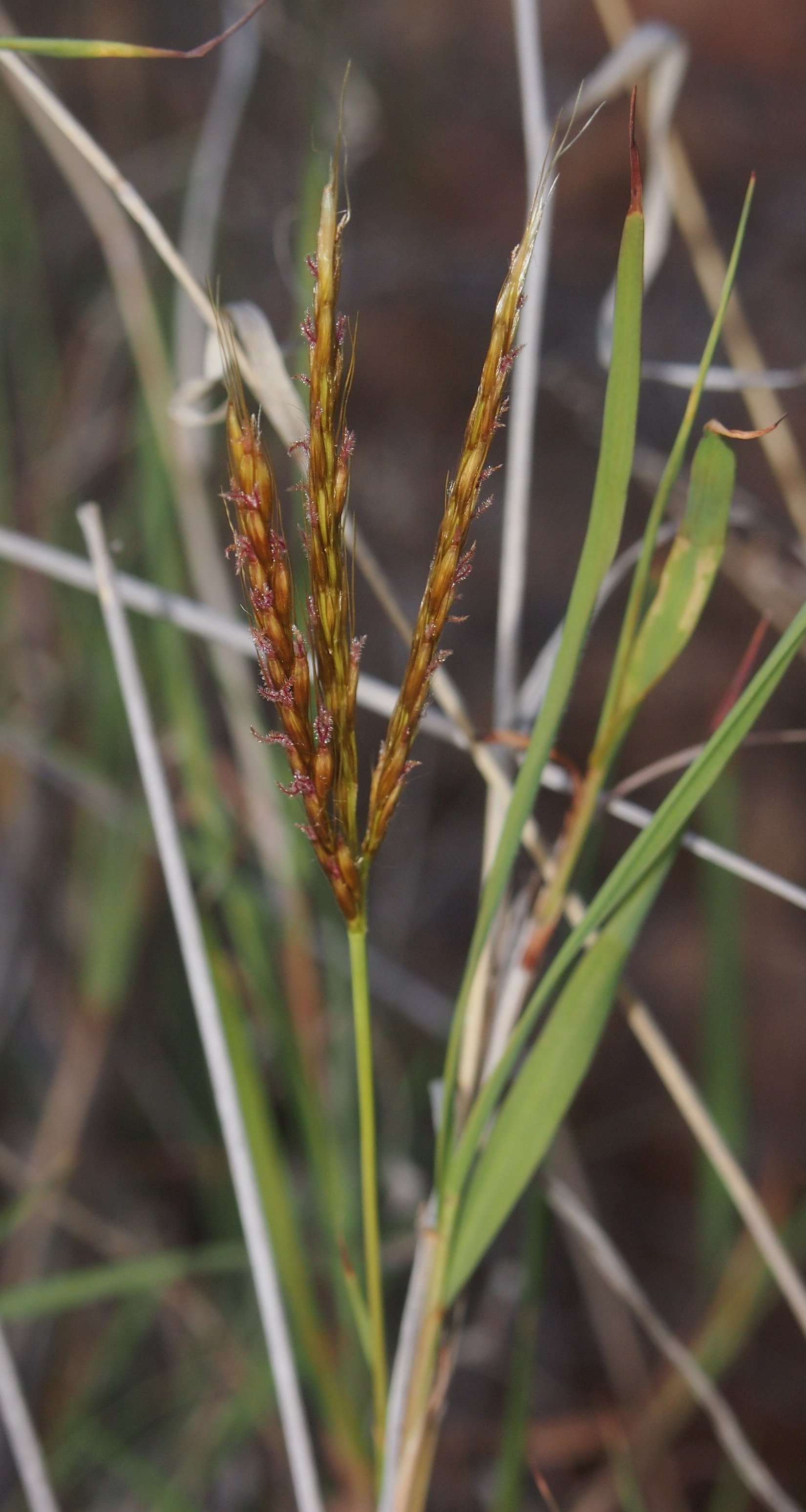
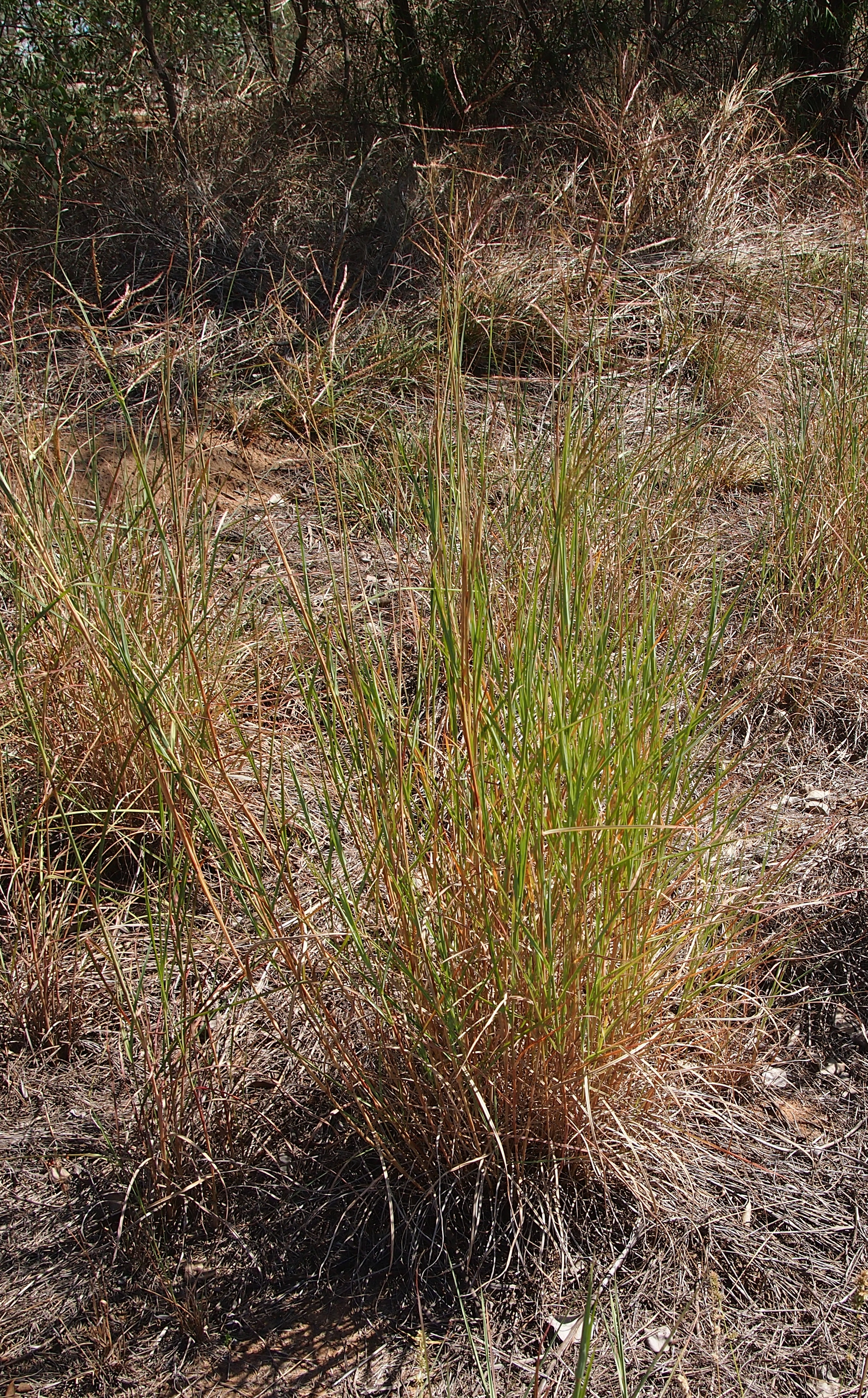
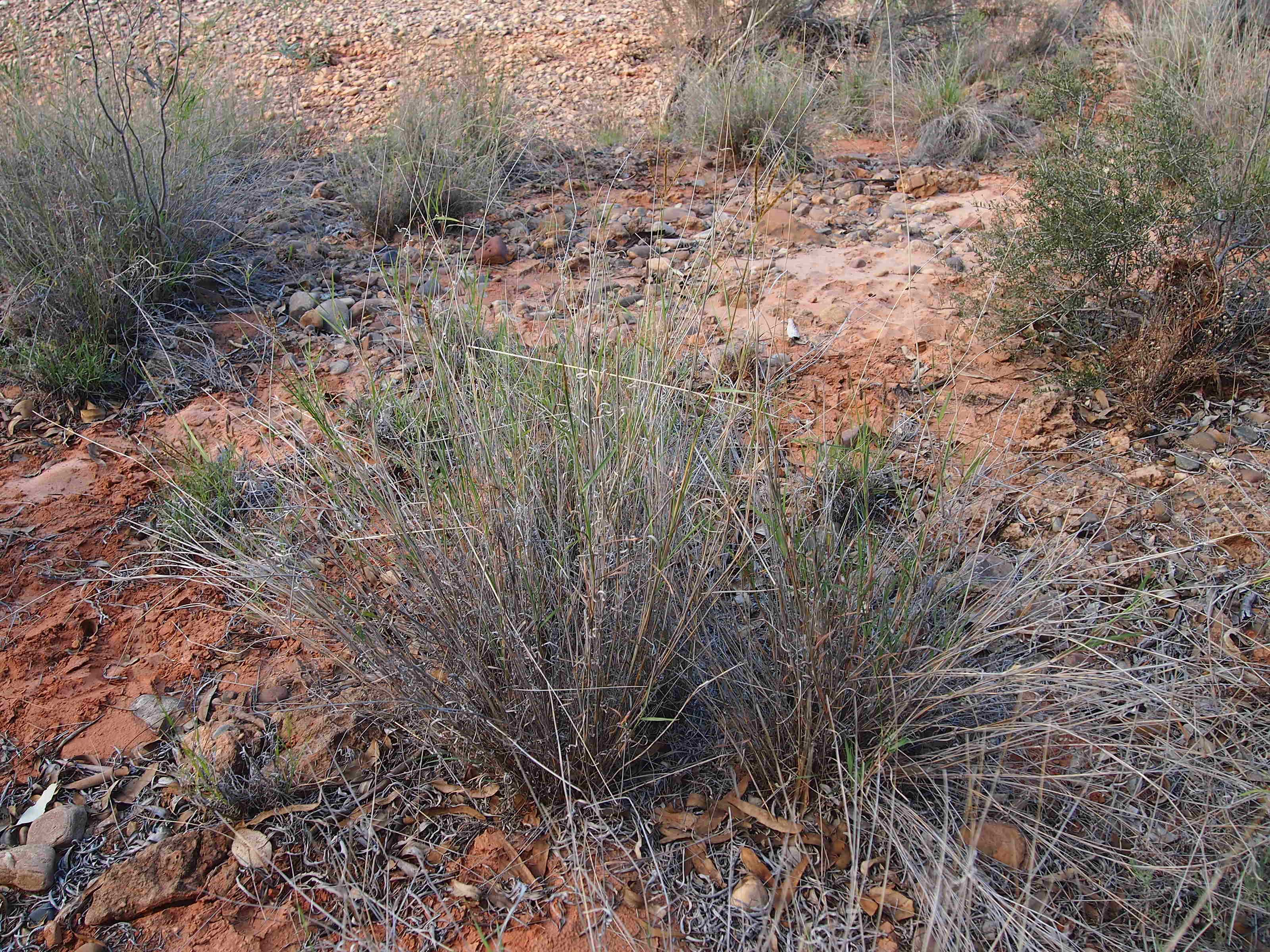